# Зямбайгурт
Зямбайгу́рт (рос. Зямбайгурт) — присілок у Вавозькому районі Удмуртії, Росія.

## Населення
Населення — 587 осіб (2010; 553 в 2002).
Національний склад (2002):
- удмурти — 92 %

## Господарство
У присілку є середня школа, садочок «Берізка», фельдшерсько-акушерський пункт, будинок культури, бібліотека, діє фольклорне відділення Вавозької дитячої школи мистецтв.
Урбаноніми:
- вулиці — Верхня, Зарічна, Праці, Центральна